# 黃封
黃封（1512年—？年），字伯勳，四川夔州府雲陽縣西市里人，明朝政治人物。

## 生平
嘉靖十九年（1540年）庚子科四川鄉試舉人，嘉靖二十年（1541年）聯捷辛丑科進士。

## 家族
曾祖黃永壽，祖黃春，父黃文相，嫡母郭氏；生母趙氏。